# Большечеменевское сельское поселение
Большечеменевское се́льское поселе́ние — муниципальное образование в Батыревском районе Чувашской Республики Российской Федерации.
Административный центр — село Большое Чеменево.

## География
Земельных ресурсов 502 га, в том числе сельхозугодий 102 га: пашни 51 га, пастбищ 51 га.
Приусадебной земли: 352 га, в т.ч сельхозугодий 338 га: пашни 325га, садов и огородов 11 га, пастбищ 2 га.
Под постройками 16 га, других сельхозугодий 46 га.
Северная граница сельского поселения с запада проходит по существующей с Балабаш-Баишевским сельским поселением границе от восточной просеки квартала 31 Ульяновского лесничества Батыревского следуя на восток по северной просеке кварталов 64-72 Булинского лесничества Батыревского лесхоза до восточной окраины квартала 62 Булинского лесничества, поворачивая под углом 45 градусов северо-восток по юго-восточной окраине кварталов 62, 63, 51 Булинского лесничества Батыревского лесхоза, следуя на юго-восток пересекая грунтовую дорогу Большое Чеменево — Балабаш-Баишево с выходом к реке Юлум в точке 400 м северо-западнее д. Бакашево, поворачивая на северо-восток посередине р. Юлум до вилки рек Юлум и Уре.
Восточная граница сельского поселения с севера проходит по существующей с Сигачинским сельским поселением границе от вилки рек Юлум и Уре в южном направлении пересекая посередине мост через р. Уре на грунтовой дороге Большое Чеменево — Полевое Чекурово следуя на юго-восток от моста вниз по течению 500 м, поворачивая на запад к грунтовой дороге Большое Чеменево — Полевое Чекурово, не доходя 1 км до примыкания дороги республиканского значения Чкаловское — Большое Чеменево и автомобильной дороги Большое Чеменево — Полевое Чекурово , поворачивая по грунтовой дороге Большое Чеменево — Полевое Чекурово  на 650 м на юго-восток, затем следуя в юго-западном направлении 3500 м до северной просеки квартала 6 Абамзинского лесничества Батыревского лесхоза.
Южная граница сельского поселения с востока проходит по существующей Сигачинским и Тарханским сельскими поселениями границе по северной просеке кварталов 6-1 Абамзинского лесничества Батыревского лесхоза до восточной просеки квартала 92 Булинского лесничества Батыревского лесхоза, поворачивая на юг под углом 90 градусов по восточной просеке квартала 92 того же лесничества до северной просеки этого квартала, следуя на запад по северной просеке кварталов 92, 91 Булинского лесничества Батыревского лесхоза до восточной просеки квартала 50 Ульяновского лесничества Батыревского лесхоза.
Западная граница сельского поселения с юга проходит по существующей с Бахтигильдинским сельским поселением границе от южной просеки квартала 91 Булинского лесничества Батыревского лесхоза до северной просеки квартала 64 того лесничества по восточной просеке кварталов 50, 46, 37, 31 Ульяновского лесничества Батыревского лесхоза.

## Населенные пункты, история
Бакашево — деревня (чув. Тури Чакӑ), в прошлом Тархановской волости Буинского уезда Симбирской губернии. О возникновении деревни историк В. Д. Димитриев писал: «Судя по тому, что крестьяне-чуваши, переселившиеся в дикое поле, прекрасно ориентировались в этой местности, помнили названия рек, полей, урочищ, названия, между прочим, повсеместно были чувашские, можно утверждать, что некоторыми деревнями северо-восточных, центральных и северных районов Чувашии не забыты были их прежние местоположения в юго-восточных и южных районах». Это касается и деревни Бакашево. В марте 1607 г. крестьяне д. Бакашево Чекурской волости Свияжского уезда Ч. Карачанов, Х. Чюнеев, А. Коблев, З. Ягозин, Ч. Янбахтин, Т. Степанов подали воеводам Я. М. Годунову и В. Б. Сукину челобитную, в которой указывали, что «есть де пашенная земля и сенные покосы на диком поле за засекою на речке Хиршерме по обе стороны на Курукате по сухой враг, по берёзовый куст подле чуваш Сюндюрские волости, а исстари де та земля и сенные покосы отцов их дедов, а ныне де лежит впусте, в оброк и из ясаку не отдана никому и не владеют ею нихто». Так возникла д. Бакашево.
Большое Чеменево — село (Аслӑ Чемен), в прошлом Тархановской волости Буинского уезда Симбирской губернии. Об обстоятельствах возникновения селения говорится в книге академика В. Д. Димитриева «Чувашские исторические предания» (часть 3, 1988, стр. 62). Из предания, приведённого в ней, следует, что основатели Большого Чеменева прибыли с Волги, из деревни Упамсар, сбежав от гнёта богатеев. В начале было семь дворов, расположенных в местности Херен рет. Отсюда до речки было далеко. Зимой одна женщина пошла стирать бельё на речку. Не вернулась — замёрзла. В следующем году вся деревня переселилась на речку. Имеются архивные сведения о времени возникновения села. Оно появилось в начальный период заселения Дикого поля одновременно с д. Балабаш-Баишево и некоторыми другими. Первоначально числилось в Цивильском уезде, а после 1660-х годов в Симбирском уезде, как и остальные соседние селения. Из документов прошлого следует, что Большое Чеменево основано в конце 1500-х, начале 1600-х годов. По сведениям Памятной книги Симбирской губернии на 1868 г., в Большом Чеменеве было 74 двора, в том году проживало там 231 мужчина, 295 женщин.
Статус и границы сельского поселения установлены Законом Чувашской Республики от 24 ноября 2004 года № 37 «Об установлении границ муниципальных образований Чувашской Республики и наделении их статусом городского, сельского поселения, муниципального района и городского округа».

## Население
| 2010 | 2012  | 2013  | 2014 | 2015 | 2016 | 2017 |
| ---- | ----- | ----- | ---- | ---- | ---- | ---- |
| 1100 | ↘1056 | ↘1017 | ↘984 | →984 | ↘962 | ↘914 |
| 2018 | 2019  | 2020  | 2021 |      |      |      |
| ↘882 | ↘845  | ↘842  | ↘801 |      |      |      |

## Состав сельского поселения
| № | Населённый пункт | Тип населённого пункта       | Население |
| - | ---------------- | ---------------------------- | --------- |
| 1 | Бакашево         | деревня                      | ↗534      |
| 2 | Большое Чеменево | село, административный центр | ↗793      |

## Местное самоуправление
Глава сельского поселения Медведев Гаврил Фёдорович.

## Инфраструктура
Бакашевский сельский дом культуры,  МОУ «Большечеменевская СОШ». Большечеменевская сельская библиотека, Большечеменевский ясли-сад. 